# Lineus vittatus
Lineus vittatus är en djurart som tillhör fylumet slemmaskar, och som först beskrevs av Jean René Constant Quoy och Joseph Paul Gaimard 1833.  Lineus vittatus ingår i släktet Lineus och familjen Lineidae. Inga underarter finns listade i Catalogue of Life.